# Tata Indica/Indigo
El Tata Indica e Indigo es un automóvil de turismo del segmento A producido por el fabricante indio Tata Motors desde el año 1998. El modelo se exporta a Europa y a Sudáfrica desde 2004. En el Reino Unido, se importaba por MG Rover y era comercializado como Rover CityRover.

## Historia

### Tata Indica
El Tata Indica es un coche pequeño, segmento A, lanzado por el fabricante indio Tata Motors en 1998 y que se mantuvo en producción hasta 2018. Hubo tres versiones: Indica V1 (1998-2006); Indica V2 (2006-2008); Indica Vista (2008-2018). Fue el primer hatchback indio con motor diesel. Fue también el primer modelo con portón trasero de Tata Motors, ya que en otros modelos existía pero eran camionetas y SUV. También se considera que el Indica ha sido uno de los vehículos de pasajeros desarrollados de forma autóctona en la India, aunque no es el primero. En agosto de 2008 , se habían producido más de 910.000 unidades y la plataforma había generado cerca de 1,2 millones de vehículos. [1] Las ventas anuales de Indica alcanzaron las 144.690 unidades en 2006–07. [2] En julio de 2009, las ventas mensuales de Indica rondaron las 8000 unidades. Los modelos también se exportaron a países europeos y africanos desde finales de 2004. [3] El coche dejó de producirse en abril de 2018

### Rover CityRover
Mención aparte merece la historia del Rover CityRover. Se trata exactamente del mismo vehículo. Se inició su comercialización en 2003, MG Rover los compraba a Tata Motors y les ponía sus insignias. Los costes de mantenimiento del CityRover eran elevados; y su precio era alto comparado con coches más modernos y mejor hechos como el Fiat Panda.
MG Rover pagaba a Tata Motors 3000£ por cada unidad, unos 3500 Euros, y aún a pesar del simple cambio de logotipos y de configuración de suspensión, el público no se asustaba con el precio de venta de £ 7000, unos 8100 Euros,
En 2004 el programa de televisión de la BBC, Top Gear, pidió a MG Rover una unidad para probar el coche, pero la compañía se negó, por lo que el presentador James May acudió a un concesionario de incógnito con una cámara oculta en su corbata, y consiguió un CityRover para una prueba. Después afirmó que "es el peor coche que jamás hayamos probado en Top Gear", añadiendo que llevarlo es incómodo e inestable y que equipaba un motor rápido pero ruidoso.
En verano de 2004, tan sólo un año más tarde de su lanzamiento, MG Rover anunció sus planes para reemplazarlo por un modelo nuevo en dos años. También corrieron rumores de la presentación de una versión deportiva por MG.
Las ventas no alcanzaron los objetivos de MG Rover, así que el modelo se actualizó para 2005 con un mayor equipamiento de serie. Los precios también bajaron 1000£, y pasaron a venderse por 6000 Libras esterlinas, unos 7000 Euros confirmando que los precios anteriores no eran competitivos.
La venta cesó en abril de 2005, igual que todos los modelos de MG Rover, pues el fabricante inglés quebró y sus activos clave fueron adquiridos por el grupo chino Nanjing Automobile Group.

## Entrada en el mercado mundial
A principios de 2004, Tata Motors intentó hacerse de un trozo del lucrativo pastel del automóvil en Sudáfrica, presentando la pickup Tata Telcoline a precios muy por debajo de la media del mercado. A finales del mismo año, se presentó la gama Indica/Indigo, dirigida a la población joven o a aquellos que buscaran un coche económico pero fiable. A mediados de 2005, Tata Motors informó de que era "una de las marcas con crecimiento más rápido en Sudáfrica". Hoy, tiene una cuota de mercado muy respetable en la región.

## Versiones
"Indica" es la denominación del hatchback de cinco puertas, mientras que "Indigo" e "Indigo XL" se refieren al sedán de cuatro puertas con batalla corta y larga, y los nombres "Indigo Marina" y "Indigo SW" corresponden al familiar de cinco puertas.

### Motores de combustión
En todos los casos, el automóvil tiene motor delantero transversal, tracción delantera y cinco plazas. Sus motores gasolina son un 1.2 litros de cilindrada de 65 CV de potencia máxima, y un 1.4 litros de dos válvulas por cilindro y 85 CV, o con cuatro válvulas por cilindro y 100 CV. El Diésel de 1.4 litros en versiones atmosférica de 63 CV o con turbocompresor de geometría variable y 70 CV.

### Versión eléctrica
Tata Motors mostró en 2011 el vehículo eléctrico Tata Indica Vista Electric Vehicle en el Pabellón Verde de la Feria del Automóvil de Ginebra. Es un coche familiar de cuatro asientos, con una autonomía de 160 km y una velocidad máxima de 110 km/h.
El Tata Indica Vista EV obtuvo dos premios por su participación en el Desafío del Coche del Futuro (Future Car Challenge) de Brighton a Londres del Royal Automobile Club. Una versión especial, el Tata Indica Vista EVX, participó en el concurso Automotive X Prize, uno de los más prestigiosos eventos del mundo relativos a vehículos respetuosos con el medio ambiente.